# Gillis (Louisiane)
Pour les articles homonymes, voir Gillis.
Gillis est une census-designated place de la paroisse de Calcasieu, en Louisiane, aux États-Unis. 